# Howe, Texas
Howe är en ort i Grayson County i delstaten Texas, USA.